# Where on Earth Is Carmen Sandiego?
Where on Earth Is Carmen Sandiego? (En busca de Carmen Sandiego en España) y ¿Dónde en el mundo está Carmen Sandiego? en Latinoamérica) es una serie de animación estadounidense emitido entre 1994 a 1999 basado en el videojuego de los años 80 Carmen Sandiego.
La serie consta de 4 temporadas de 10 episodios (40 en total), la serie está creada por Phil Harnage y tiene como protagonistas a Ivy y Zack (Jennifer Hale y Scott Menville), Jefe (Rodger Bumpass) y Carmen Sandiego (Rita Moreno).

## Personajes

### Ivy
Ivy es pelirroja de ojos verdes de 18 años, es la hermana mayor de Zack. Jennifer Hale le presta su voz además de en el videojuego Carmen Sandiego: Junior Detective Edition.
Es cinturón negro en diversas artes marciales y una experta aviadora, a diferencia de Zack, ella no tiene conocimientos de otros idiomas. Es más impulsiva que Zack y consecuentemente se frustra con mucha facilidad. Zack la llama "Hermanita" (Sis) (lo cual ella odia), los dos tienen su residencia en San Francisco (California) donde están los cuarteles generales de ACME.

### Zack
Puede hablar en varios idiomas y tiene una memoria fotográfica. Scott Menville le presta su voz, al igual que su hermana también salió en Carmen Sandiego: Junior Detective Edition.
Es rubio de ojos azules con 14 años, Zack es chico superdotado que conoce millones de formas y maneras de ser "genial". Se toma las cosas menos en serio que su hermana Ivy quien lo llama Hermanito (Little bro.)

### JEFE (C.H.I.E.F.)
JEFE o CHIEF en inglés (Computerized Holographic Imaging Educational Facilitator) es el cabeza de ACME. Hace el tradicional rol de jefe, es una cabeza holográfica creada por ordenador que siempre alerta a Ivy y Zack cuando Carmen Sandiego está a punto de cometer un crimen. Cuenta con la voz de Rodger Bumpass. Se caracteriza por darle un toque cómico a la serie

### Carmen Sandiego
Carmen Sandiego es una ladrona internacional y jefa del MAL (V.I.L.E. En inglés). A pesar del nombre de su organización, tiene unos códigos morales fuertes y solo roba para lanzar un desafío a los encargados de detenerla. Fue una antigua agente de la agencia de detectives ACME. Rita Moreno le presta su voz.

## Opening
El tema de inicio de la serie está basado en la canción Singt dem grossen Bassa Lieder de la obra de Wolfgang Amadeus Mozart Die Entführung aus dem Serail modificando la letra y remasterizado con instrumentales pop y contratiempo.